# Цискаришвили, Габриэль Дмитриевич
Габриэль Дмитриевич Цискаришвили (груз. გაბრიელ დიმიტრის ძე ცისკარიშვილი, 1892, Земо-Алвани, Ахметский муниципалитет — 30 августа 1924, Тифлис) — грузинский политик, член Учредительного собрания Грузии (1919—1921).

## Биография

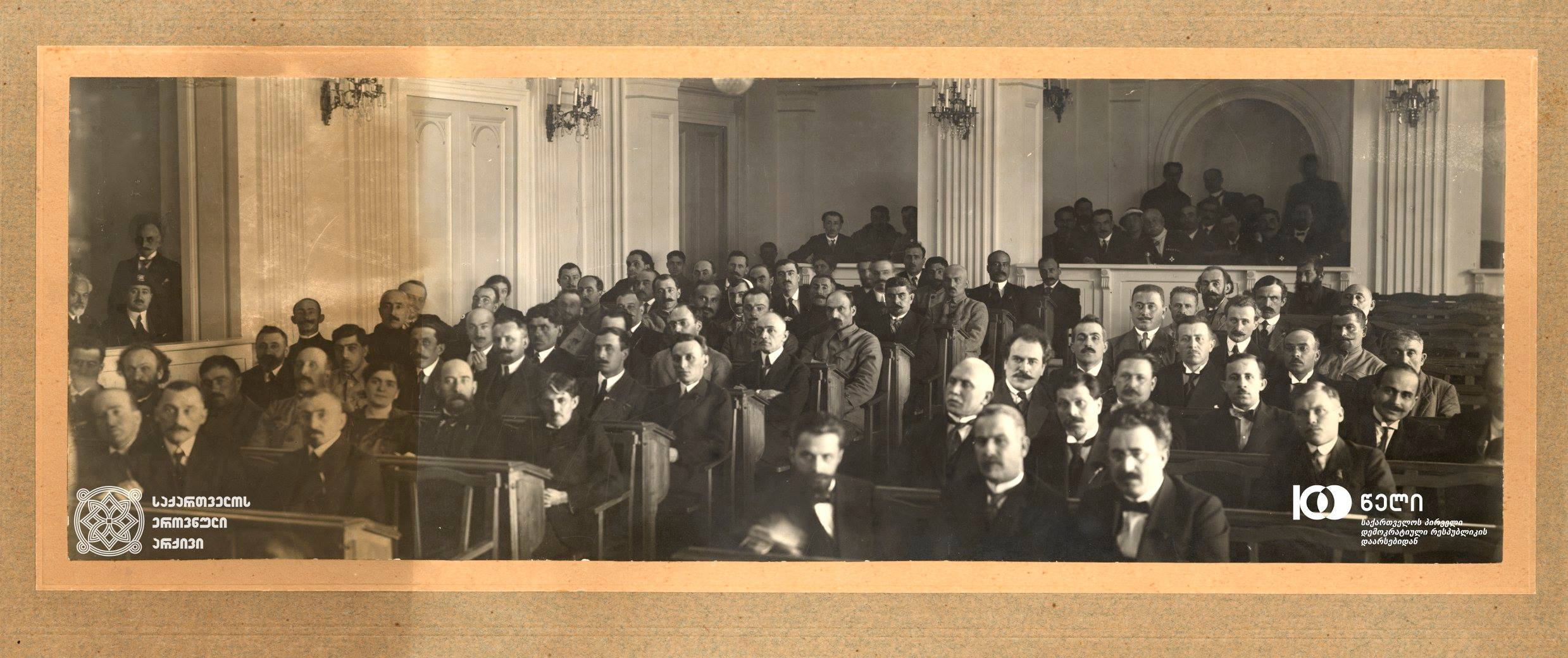
Учредительное собрание Грузии. Цискаришвили, левая сторона, в последних рядах

Родился в семье государственного учителя.
Учился в частной школе-интернате в Телави. Окончил Тифлисскую гимназию, продолжил обучение на историко-филологическом факультете Императорского Московского университета.
В 1914 году примкнул к меньшевистской фракции Российской социал-демократической рабочей партии.
Вернувшись в Грузию после февральской революции 1917 года, был секретарем Торговой палаты Телави и представителем городского совета; Член Шефердского кооператива чабанов.
12 марта 1919 года избран членом Учредительного собрания Грузии по списку Социал-демократической партии Грузии; был секретарем комитетов самоуправления и библиотек, членом мандатной комиссии. Работал помощником председателя правления сельскохозяйственного кооператива — «Производство».
В 1921 году во время советизации Грузии сражался как рядовой солдат с частями Красной Армии; был тяжело ранен в бою и несколько месяцев прятался в Тушети. Вернувшись в Тифлис, присоединился к движению сопротивления. Работал заместителем председателя правления сельскохозяйственного кооператива.
Несколько раз был арестован, последний раз — 30 мая 1923 года в Тбилиси по обвинению в контрреволюционной деятельности. Обыск его квартиры показал, что он был связан с одним из лидеров движения сопротивления, Гогитой Пагавой, а его квартира была местом собраний заговорщиков. 26 июля 1923 года был приговорён к заключению сроком на три года в любом из лагерей РСФСР. Некоторое время находился в тюрьме «Метехи».
29 декабря 1923 года был убит, ставший на путь сотрудничества с большевистской властью, Иларион Гиоргадзе. В ответ 17 января 1924 года власть объявила заложниками 38 политзаключенных, в том числе Габриэля Цискаришвили, и пригрозила казнить их в случае продолжения контрреволюционного террора (убийства «каждого рабочего и крестьянина»).
После начала антисоветского восстания 28 августа 1924 года Цискаришвили расстрелян в Тифлисе вместе с другими политическими заключенными и гражданскими лицами в ночь на 30 августа.